# Sergei Chetverikov
Sergei Sergeevich Chetverikov (Сергей Сергеевич Четвериков, 24 avril 1880 (6 mai dans le calendrier grégorien) – 2 juillet 1959) est l'un des premiers scientifiques de l'école russe dans le domaine de la génétique évolutive. Il est connu pour avoir promu une synthèse de la génétique mendélienne et de la théorie évolutionniste de Darwin.

## Biographie
Né à Moscou en 1880, Sergueï Sergueïevitch Chetverikov est le fils d'un fabricant. Durant son enfance, il bénéficie avec ses frères d'une éducation intensive et apprend l'allemand avant sa langue maternelle qui est le russe. En 1892, ses parents envoient leurs fils dans un collège privé à Moscou, puis, en 1897, il déménage en Allemagne pour étudier l'ingénierie. Il se détourne de cette voie et découvre sa vocation pour la zoologie puis retourne en Russie pour étudier ce domaine à l'université.
Sergueï Chetverikov se spécialise en lépidoptérologie et publie son premier article empirique en 1902. Après l'obtention de son diplôme de docteur, il commence à enseigner à la Higher Women's, une école privée de Saint-Pétersbourg destinée exclusivement aux femmes. Après la révolution de 1918, l'école fusionne avec l'Université de Moscou, où il devient professeur. Il compte parmi ses élèves Boris Astaurov, qui étudia la génétique des populations de drosophile et deviendra par la suite un biologiste et généticien soviétique influent.
Durant sa carrière scientifique, Sergei Chetverikov joue un rôle particulier dans l'histoire de la biologie russe et soviétique. Il a contribué à développer un programme de recherche synthétisant les approches biométriques, naturalistes et génétiques dans un cadre darwinien.
En 1926, Sergei Chetverikov publie un article « Sur certaines caractéristiques du processus évolutif du point de vue de la génétique moderne », qui pose les fondements de la génétique des populations.
En 1929, il est arrêté par l'OGPU et exilé à Ekaterinbourg pendant cinq ans. Il a ensuite déménagé à Nijni Novgorod et a organisé le département de génétique à l'Université Gorky. En 1948, il est démis de ses fonctions à la demande de Trofim Lyssenko, qui rejetait la génétique mendélienne et a contribué idéologiquement avec le soutien de Staline à instaurer une pensée obscurantisme dans la communauté scientifique russe. Sergueï Chetverikov décide de mettre un terme à sa carrière universitaire et prend sa retraite. En 1959, il meurt d'une hémorragie cérébrale.